# 韋斯尼揚卡 (多布羅韋利奇基夫卡區)
48°16′27″N 31°23′54″E / 48.27417°N 31.39833°E
韋斯尼揚卡（烏克蘭語：Веснянка），是烏克蘭中部的村莊，隸屬基洛夫格勒州的新烏克蘭卡區。該村面積0.66平方公里，海拔高度166米，2024年人口172，人口密度每平方公里366.5人。